# Hansen Transmissions
Die Hansen Transmissions International NV, ein Tochterunternehmen der ZF Friedrichshafen AG, ist ein international agierender Hersteller von Getrieben, die in der Industrie und in Turbinen von Windenergieanlagen eingesetzt werden. Im Windenergiesektor gehört Hansen nach installierter Leistung zu den weltweit führenden Unternehmen. Rechtssitz des 1923 gegründeten Unternehmens ist Edegem in Belgien. Hansen erzielte im Geschäftsjahr 2009/10 379 Mio. Euro Umsatz. Seit Juli 2011 bot der deutsche Automobilzulieferer ZF Friedrichshafen 445 Millionen britische Pfund für die Übernahme des Unternehmens. und gab am 16. November 2011 bekannt, alle Aktien von Hansen Transmissions übernommen zu haben. Börsenzulassung und Handel der Aktien an der London Stock Exchange wurde am selben Tag eingestellt. Hauptaktionäre waren zuvor die indische Suzlon Energy und die britische Ecofin gewesen, die zusammen 38,4 % der Anteile gehalten hatten.
Während die komplette Windkraftsparte von Hansen an ZF ging, wurde die Industriegetriebesparte von Hansen als Hansen Industrial Transmissions (HIT) von Sumitomo Heavy Industries gekauft.